# The Adventures of Ragtime
The Adventures of Ragtime es una película estadounidense de 1998 dirigida por William Byron Hillman. Fue protagonizada por Shelley Long, Jay Thomas, Perry King, Justin Cooper, Michelle Joyner, Kay Lenz, Richard Brooks, David Sheenan, Mike Starr, Robert Pine, Zack Duhame y Lindsay Felton. La película se estrenó el 30 de enero de 1998 en Estados Unidos.

## Sinopsis
Unos villanos (Shelley Long) y (Jay Thomas) secuestran al caballo de unos niños para pedir el rescate, pero el caballo resulta ser más listo que ellos. 

## Reparto
- Shelley Long - Sam
- Jay Thomas - Lester Waylin
- Perry King - Jerry Blue
- Justin Cooper - Barkley Blue
- Michelle Joyner - Sarah Blue
- Kay Lenz - Detective Hill
- Richard Brooks - Agente Dooley
- David Sheenan - Reportero de Noticias
- Mike Starr - Detective Lamaster
- Robert Pine - Fred Waters
- Zack Duhame - Carter Blue
- Lindsay Felton - Amy Blue

- Datos: Q24943925